# Самбхаджі
Самбхаджі (*छत्रपती संभाजीराजे भोसले, 14 травня 1657 —11 березня 1689) — 2-й чхатрапаті (імператор) держави маратхів у 1680–1689 роках.

## Життєпис
Походив з впливової маратхської родини. Син тоді ще раджі Шиваджі змалку виступив як заручник Пурандарської угоди його батька з могольським військовиком Джай Сінґхом у 1665 році. За нею Самбхаджі отримав титул сардар й повинен був постати перед  двором падишаха Аурангзеба. У 1666 році Самбхаджі разом із батьком прибуває до Агри, де вони незабаром опиняються у полоні. Внаслідок хитрощів Шиваджі маратхам вдається втекти. Батько залишає Самбхаджі в одному з індуїстських храмів, а сам повертається до Махараштри. Згодом до нього приєднується його син.
З часом стосунки між Шиваджі та Самбхаджі погіршилися. У 1678 році батько запроторив сина до Панхальської фортеці, проте той утік до моголів. Утім незабаром повернувся до Шиваджі. Зі смертю останнього у 1680 році вступив у боротьбу проти своєї мачухи Сояра-баї та зведеного брата Раджарама, яких зрештою переміг — брата з родиною запроторив до в'язниці, мачуху стратив. Самбхаджі коронувався у Сатарі (новій столиці маратхів) 20 липня 1680 року.
Самбхаджі продовжив політику попередника на здобуття повної незалежності. У своїй тактиці наслідував Шиваджі. Так, у 1680 році, обдуривши моголів вдаваним наступом на Сурат, він захопив багате місто Бурханпур (сучасний штат Мадх'я-Прадеш). Разом з тим Самбхаджі відмовив у прихистку шах-заде Акбару, який повстав проти свого батька Аурангзеба. Тому той попрямував до Персії. У 1682 році проти маратхів сунув з величезною (близько 500 тисяч) сам падишах Великих Моголів.
В цей же час було захоплено прибережну фортецю Анджадіва, за яку Самбхаджі вступив у війну з португальцями. Останні підтримали дії Аурангзеба. В результаті маратхи змушені були відступити з Аджадіви. У 1683 році Самбхаджі узяв в облогу місто Гоа, проте португальська залога змогла витримати облогу. Водночас чхатрапаті маратхів уклав союз з англійцями у Бомбеї, за умовами якого міг придбати зброю та порох.
У 1684 році посилилися бої з могольськими військами. В цій боротьбі Самбхаджі притримувався партизанської тактики, при цьому запекло захищав важливі гірські фортеці. Разом з тим у 1681 та 1686 роках здійснив низку походів проти Майсуру, щоб змусити до спільних дій місцеву династія Водеярів. Утім у 1687 році армія маратхів зазнала від моголів нищівної поразки у битві Ваї. У 1689 році Самбхаджі потрапив у полон до могольських військових. Під час зустрічі з Ауранґзебом Самбхаджі примудрився образити падишаха та Коран. В результаті 11 березня 1689 року вождя маратхів було страчено у Тулапурі.

## Родина
- Шахуджі (1682–1749), чхатрапаті у 1707–1749 роках
- Бхавані Баї